# Aviezri Fraenkel
Pour les articles homonymes, voir Fraenkel.
Aviezri Siegmund Fraenkel (en hébreu : אביעזרי פרנקל), né le 7 juin 1929 à Munich, en Allemagne, est un mathématicien et informaticien théoricien israélien qui travaille notamment en théorie des jeux combinatoires.

## Biographie
La famille de Fraenkel, né à Munich, quitte l'Allemagne en 1932, d'abord pour Bâle, puis en 1939 pour Jérusalem. Fraenkel fait d'abord un apprentissage d'électricien, puis étudie l'ingénierie électrique au Technion, études interrompues par son activité à la Haganah et sa participation à la guerre d'indépendance. Il effectue son service militaire comme officier de renseignement.
En 1953, tout en continuant ses études au Technion, il fait partie de l’équipe qui construit, sous la direction de Gerald Estrin (qui avait collaboré à l'ordinateur de John von Neumann au Institute for Advanced Study et était professeur à l'UCLA), le premier ordinateur en Israël, l'ordinateur Weizac de l'Institut Weizmann. En 1957, il se rend à l'UCLA sur invitation d'Estrin, pour préparer une thèse en informatique (alors génie électrique), en tant qu'étudiant sur une bourse Fulbright. En fait, il soutient une thèse de Ph. D. en mathématiques en 1961 sous la direction d'Ernst Gabor Straus (titre de la thèse « Rational Approximations to Algebraic Numbers »).
Il est chercheur postdoctoral à l'université de l'Oregon, retourne en 1962 en Israël à l'Institut Weizmann où il est d'abord chargé de l’installation d'un ordinateur mainframe CDC. Il devient ensuite professeur à l'Institut Weizmann (département informatique et mathématiques appliquées).
L'un de ses petits-enfants, Yaacov Naftali Fraenkel, est l'une des victimes du meurtre de trois adolescents israéliens en juin 2014.

## Recherche
Les travaux mathématiques de Fraenkel concernent de nombreux domaines de mathématiques discrètes, comme la combinatoire, notamment a théorie des jeux combinatoires, les systèmes de numération, et aussi l'informatique théorique et l'analyse de la complexité des algorithmes. Il est auteur d'une vaste bibliographies sur la théorie des jeux combinatoires.
Fraenkel est connu comme créateur du projet Responsa, un projet de collecte et présentation sous forme électronique de textes hébraïques. Initialement, cette base de données qui contient, en plus de la Bible, aussi des textes du Talmud et d'autres écrits de la diaspora juives était concentré sur les questions posées par des juifs aux grands rabbins de leur temps et aux réponses obtenues. Les questions et réponses, sur tous les aspects de la vie, étaient écrits dans de nombreuses langues différentes, en des lieux et à des époques variés. L'ensemble conservé est estimé à un demi-million. Fraenkel travaillait depuis 1962 sur le projet de saisie et de développement de facilités d'interrogation. Il était son premier directeur (1963-74), Ce projet est développé à l'université Bar-Ilan et a reçu le prix Israël en 2007.

## Prix et distinctions
- 2005 : médaille Euler avec Ralph Faudree.
- 2006 : médaille Weizac de l'IEEE.
- 2007 : prix Israël[4]
- 2007 : Meritocrat of Rehovot (Yakir Ha'ir)[5].
- 2014 : Medal of Honor (World Orthodox Leadership Forum) pour le projet Responsa[5].

En 1962, il est conférencier invité au congrès international des mathématiciens de Stockholm (titre de sa conférence : A class of transcendental numbers).